# Marian McCargo
Marian McCargo Bell (ur. 18 marca 1932 w Pittsburghu, zm. 7 kwietnia 2004 w Santa Monica) – amerykańska aktorka i tenisistka.
Studiowała w West Hills College w Bostonie. Występowała m.in. w znanym westernie Undefeated (1969) u boku Johna Wayne’a i Rocka Hudsona.
Inne role:
- filmy
  - Dead Heat on a Merry Go Round (1966)
  - Doctor’s Wives (1971)
  - Dobranoc, signora Campbell (1969)
- role telewizyjne
  - Perry Mason
  - Hawaii 5-0
  - Hogan’s Heroes
  - Voyage to the Bottom of the Sea
  - Falcon Crest

Była dwukrotnie zamężna, z pierwszego małżeństwa miała czterech synów, w tym aktora Williama Mosesa. Jej drugi mąż, republikański kongresmen Alphonzo Bell, któremu towarzyszyła w licznych kampaniach wyborczych, zmarł trzy tygodnie po jej śmierci.
Nekrolog w „Los Angeles Times” przypisywał jej bogatą karierę tenisową w młodości, m.in. zdobycie Pucharu Wightman i wygraną w 1950 w mistrzostwach USA nad przyszłą wielką mistrzynią Maureen Connolly. Connolly odpadła wówczas jednak z Doris Hart, a nazwiska McCargo nie ma ani na listach reprezentantek USA w Pucharze Wightman, ani nawet w czołowych dziesiątkach amerykańskiego rankingu kobiecego w latach 1948–1970.